# Nils Koppruch
Nils Koppruch (* 25. Oktober 1965 in Hamburg; † 10. Oktober 2012 ebenda) war ein deutscher Musiker und freischaffender Künstler, der in Hamburg lebte und arbeitete. Der Singer-Songwriter arbeitete im Genre deutschsprachiger Indie-Pop mit Einflüssen aus Folk, Americana, Blues und Bluegrass.

## Leben
Von 1996 bis 2006 war Nils Koppruch Sänger und Frontmann der Band Fink. Er schrieb deren Musik und Texte und spielte Gitarre, Banjo und Mundharmonika. In Hamburg-St. Pauli betrieb er die kleine Galerie „NEU“. Während Nils Koppruch bis 2006 seine Arbeit als Musiker von der als Maler zu trennen suchte, löste er in den folgenden Jahren diese Abgrenzung auf. Heute verweist seine Homepage auch auf die Arbeiten von SAM. Ausstellungen und Konzerte wurden teilweise miteinander verbunden.
Als bildender Künstler mit dem Pseudonym SAM. malte Koppruch Bilder, die der sogenannten Cheap-Art oder Art brut zugeordnet werden. Seine Bilder zeichnen sich meist durch einen charakteristischen Motivkanon und eine spröde Maltechnik aus.
Nils Koppruch starb am 10. Oktober 2012 im Alter von 46 Jahren in Hamburg an Herzstillstand infolge einer Herzmuskelentzündung. Koppruch war mit der Rechtsanwältin Katrin Busch verheiratet, die mit ihm einen gemeinsamen Sohn hat.

### SAM.
Unter dem Pseudonym SAM. war Nils Koppruch Mitbetreiber verschiedener Ausstellungsräume und wird mit circa 100 Ausstellungen in Deutschland, der Schweiz und Österreich als erfolgreicher Künstler der sogenannten U-Kunst oder Off-Kunstszene betrachtet.
Die bildnerische Tätigkeit unter dem Pseudonym SAM. begann 1990. Nebenher fertigte er auch Arbeiten unter dem Pseudonym Gunnar Wikklund. Mit Ausstellungen war er ständig vertreten in der Galerie ART STORE (Wohlwillstr.10, Hamburg). Von 1994 bis 1998 war er Betreiber des „Ausstellungsraum Karolinenstr.12“ (Hamburg) zusammen mit Karen Koltermann und 4000. Seit 2001 betrieb er den Ausstellungsraum NEU.
Die Stadt Hamburg und die Interessengemeinschaft der Hamburger Musikwirtschaft (IHM) verliehen 2009 zum ersten Mal den Musikpreis HANS – Der Hamburger Musikpreis. Nils Koppruch war der erste Künstler, der die Trophäen für drei Gewinnerkategorien gestalten durfte. Auch für die Preisverleihung im Jahr 2010 gestaltete er die Trophäen. Eine davon wurde im Anschluss an die Laudatio vom Preisträger Lars Lewerenz (Audiolith Records) öffentlich mit einer Axt zerstört.

### Bandgeschichte
Nach Abschluss der letzten Fink-Tournee BamBamBam (gleichnamiges Album von 02/2005) löste sich die Band auf, was offiziell im Dezember 2006 bekanntgegeben wurde. In der Bandgeschichte von Fink hatte es häufige Neubesetzungen gegeben. Abermals zeichnete sich ein Besetzungswechsel ab, so dass Koppruch argumentierte, die Band Fink als solche existiere nicht mehr.
Am 5. April 2007 veröffentlichte Koppruch sein Debüt-Album „Den Teufel tun“ (V2-Records) als Solo-Musiker. Im Gegensatz zur musikalischen Entwicklung der letzten Fink-Alben reduzierte Koppruch seine neuen Songs hierbei auf sparsame Arrangements, akustische Instrumente und einfache Melodielinien. Textlich kreisen die Lieder um die Selbstreflexion und Neupositionierung als Musiker, die Verarbeitung von Enttäuschungen und Hoffnung. Nils Koppruch selber bezeichnet seine Musik als „Großstadtfolk“. Durch den von Folk und Americana geprägten Stil des Solo-Albums wird er als deutschsprachiger Singer-Songwriter kategorisiert.
Von 2007 bis 2009 spielte Nils Koppruch Tourneen in Deutschland, Österreich und der Schweiz. 2007 trat er u. a. als Support für Lambchop auf. Die meisten Auftritte bestritt er als Solist, manchmal wurde er von den ehemaligen Bandmitgliedern Christoph Kähler (Schlagzeug) und Lars Paetzelt (Bass) begleitet, selten auch von der Sängerin Meike Schrader, die auch auf dem Album die Backgroundstimme sang. Das Live-Repertoire umfasste neben den neuen Stücken auch Fink-Songs.
Ab Herbst 2009 arbeitete Koppruch an einem weiteren Solo-Album mit dem Titel Caruso, das beim Hamburger Label Grand Hotel van Cleef erschien. Veröffentlichungstermin war der 13. August 2010. Bei der Tournee im August 2010 wurde Nils Koppruch von den Musikern Christoph Kähler (Percussion), Lars Paetzelt (Bass) und Oliver Stangl (Gitarren, Pedal Steel) begleitet. Die Band nannte sich seit 2011 „Nils Koppruch & Der Wald“. Oliver Stangl entschied sich im März 2011 die Band zu verlassen, um Kevin Haman bei dessen Band ClickClickDecker zu unterstützen. Seit Juli 2011 übernahm Marcus Schneider (spielte u. a. bei Home of the Lame, Olli Schulz) den Part an den Saiteninstrumenten (Gitarre, Banjo, Mandoline).
Anfang 2012 widmete sich Nils Koppruch intensiv den Arbeiten an einem gemeinsamen Album mit dem befreundeten Musiker Gisbert zu Knyphausen, das im August 2012 unter dem Titel I erschien. Das Duo trat dabei unter dem Namen „Kid Kopphausen“ auf. Das Album wurde am 26. November 2012 mit dem Musikpreis „HANS“ als bestes Hamburger Album des Jahres 2012 ausgezeichnet.

## Zusammenarbeiten
- Unter dem Projekt-Namen „Hotel Rex“ in der Besetzung Nils Koppruch, Günther Märtens (auch bei Ulrich Tukurs Rhythmusboys aktiv), Peter Lohmeyer, gab es einige Konzerte mit Johnny-Cash-Interpretationen zu Cashs erstem Todestag. Daraus ergaben sich weitere Zusammenarbeiten, wie beispielsweise der Kompilationsbeitrag Nicht die Bienen auf der Ausgabe zum 30-jährigen Jubiläum der Bear Family Records (2005) (s. auch Kompilationsbeiträge).
- Die Band Fehlfarben veröffentlichte 2006 das Album 26½, auf dem Nils Koppruch mit Fehlfarben Das sind Geschichten singt. Mit Fehlfarben spielte Koppruch mehrere Konzerte.
- 2008 entstand in Zusammenarbeit mit Gisbert zu Knyphausen das Lied Knochen und Fleisch, das im Rahmen einer Kompilation zugunsten der Hamburger Obdachlosen-Initiative Straßenmagazin Hinz&Kunzt veröffentlicht wurde.
- Weiterhin schrieb Nils Koppruch die Filmmusik zu dem Dokumentarfilm Wasser und Seife von Susan Gluth, der ab dem 30. April 2009 in deutschen Kinos zu sehen war.[14] Der Film erhielt zahlreiche Auszeichnungen, u. a. das Prädikat „besonders wertvoll“ von der Filmbewertungsstelle Wiesbaden (FBW) und den Norddeutschen Filmpreis in der Kategorie „Beste Dokumentation“.[15]
- Zum Low-Budget Film Madboy – Hamburgs lautester Heimatfilm von Henna Peschel steuerte Nils Koppruch den Titelsong Locked Door bei.
- Unter dem Band-Namen Kid Kopphausen erschien am 24. August 2012 ein gemeinsames Album mit Gisbert zu Knyphausen, das den Titel I trägt. Neben Nils Koppruch und Gisbert zu Knyphausen ergänzten das Quintett Alexander Jezdinsky (Schlagzeug), Marcus Schneider (Gitarren) und Felix Weigt (Bass, Klavier).[16]

## Diskographie

### Alben
- 2007: Den Teufel tun (V2 Records)
- 2010: Caruso (Grand Hotel van Cleef)
- 2014: Werkschau (Trocadero Records, posthume Zusammenstellung)

### Singles/EPs
- 2007: Komm küssen
- 2010: Kirschen
- 2010: Die Aussicht

## Kompilationsbeiträge
- Hotel Rex mit Nils Koppruch (Bear Family Records, 2005): Nicht die Bienen
- Fehlfarben: Das sind Geschichten auf 26 ½ (2006)
- On The Road Again Mama (Perlen deutschsprachiger Popmusik Vol.4, zusammengestellt von Franz Dobler, Trikont 2007): Heimweh
- Müssen alle mit 4 (Tapete Records, Mai 2007): Den Teufel tun
- Kunztstücke (Hinz und Kunzt, zusammen mit Gisbert zu Knyphausen, 2009): Knochen und Fleisch
- Im Oktober 2009 erschien auf der Beilagen-CD zum 15-jährigen Jubiläum des deutschen Musikmagazins Rolling Stone der Song Like A Rolling Stone, interpretiert von Tom Liwa, Cäthe Sieland, Nils Koppruch und Gisbert zu Knyphausen
- Hotel Rex (Nils Koppruch, Günter Märtens): Tanz Bär tanz auf der Jubiläums-Ausgabe zum 35. Bestehen des Labels Bear Family Records (August 2010). Auch die Cover-Illustration dieser CD-Box wurde von Nils Koppruch alias SAM. gemalt.[17]
- Unter meinem Bett auf dem gleichnamigen Kinderliedalbum diverser deutscher Liedermacher (Oktober 2015)